# Waldemar Preussner

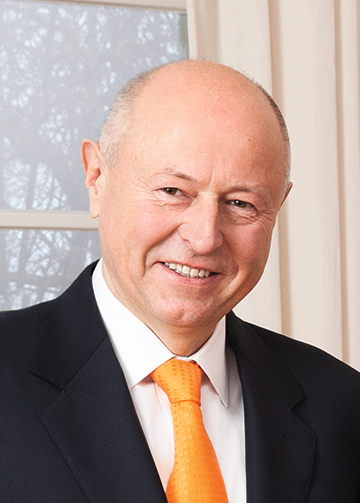
Waldemar Preussner

Waldemar Preussner (* 8. Dezember 1958 in Korfantów, Polen) ist ein deutsch-polnischer Unternehmer. Er ist Gründer der Unternehmensgruppe PCC und Aufsichtsratsvorsitzender der konzernleitenden Holding PCC SE mit Sitz in Duisburg.

## Leben
Preussner wuchs als Sohn deutschstämmiger Eltern in Oberschlesien auf. Im Alter von 17 Jahren übersiedelte er nach Deutschland, nahm die deutsche Staatsbürgerschaft an und machte hier sein Abitur. Nach einem Volkswirtschaftsstudium an der Universität Bielefeld (1978–1984) war er von 1984 bis 1993 stellvertretender Einkaufsleiter der Rütgers VTF AG (heute Rütgers Germany GmbH) in Duisburg. Er war dort für den Rohstoffeinkauf in Mittel- und Osteuropa verantwortlich. 1993 gründete Preussner zusammen mit weiteren ehemaligen Rütgers-Mitarbeitern die Petro Carbo Chem Rohstoffhandelsgesellschaft mbH (heute PCC Trade & Services GmbH) mit Sitz in Duisburg-Homberg. Aus diesem Unternehmen entwickelte er in den folgenden Jahren die PCC-Gruppe, deren ca. 70 Beteiligungen heute rund 3.400 Mitarbeiter weltweit beschäftigen. Preussner ist Alleinaktionär der Konzernholding PCC SE und Vorsitzender des Aufsichtsrats.
Preussner beteiligte sich im Zuge der Liberalisierung der osteuropäischen Märkte an einer Reihe von Privatisierungen polnischer Staatsbetriebe im Chemie- und Transportsektor, die er durch erhebliche Investitionen sukzessive modernisiert und erweitert hat. Mit den Chemieunternehmen PCC Rokita SA und PCC Exol SA sowie der Logistikgesellschaft PCC Intermodal S.A. platzierte er drei Firmen an der Warschauer Wertpapierbörse; letztere wurde 2018 durch ein Delisting wieder von der Börse genommen.
Neben Deutschland sowie Mittel- und Osteuropa expandiert Preussner international insbesondere in den USA und Asien. In Island nahm er 2018 eine Produktionsanlage für Siliziummetall in Betrieb, deren Bau wegen ihres Beitrags zur Rohstoffsicherung der deutschen Industrie vom Bund gefördert wurde. Das Investitionsvolumen belief sich auf etwa 265 Millionen Euro.
Preussner ist verheiratet und hat drei Kinder.

## Auszeichnungen und soziales Engagement
2009 wurde Preussner mit dem damals erstmals verliehenen Polnisch-deutschen Wirtschaftspreis ausgezeichnet. Das Niederschlesische Forum für Politik und Wirtschaft ehrte ihn für besondere Verdienste in der Entwicklung der wirtschaftlichen Zusammenarbeit zwischen beiden Ländern. Sozial engagiert sich Preussner mit der PCC SE unter anderem durch die Unterstützung des Vereins Gemeinsam gegen Kälte Duisburg e.V. bei der Hilfe für obdachlose Menschen sowie der Hilfsorganisation AOHM Amani Orphans´ Home Mbigili für Aidswaisen in Tansania.